# Смиров-Дол
Сми́ров-Дол (болг. Смиров дол) — село в Перницькій області Болгарії. Входить до складу общини Земен.

## Населення
За даними перепису населення 2011 року у селі проживали 13 осіб, усі — болгари.
Розподіл населення за віком у 2011 році:
Динаміка населення: